# Andrea Aiuti

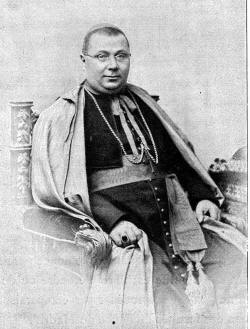
Andrea Kardinal Aiuti

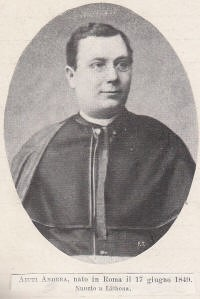
Andrea Aiuti als junger Priester

Andrea Kardinal Aiuti (* 17. Juni 1849 in Rom; † 28. April 1905 ebenda) war ein italienischer Geistlicher und Kurienkardinal der römisch-katholischen Kirche.

## Leben
Andrea Aiuti war sizilianischer Herkunft, die Familie entstammte dem Patriziat der Stadt Trapani. Er studierte am Päpstlichen Römischen Priesterseminar, promovierte in den Fächern Philosophie, Theologie sowie  kanonischem Recht und empfing am 22. September 1871 das Sakrament der Priesterweihe. Aiuti war zunächst als Mitglied der römischen Kurie, dann im Dienste der päpstlichen Diplomatie tätig.
1876 wurde er Nuntiatursekretär, später Geschäftsträger, in Brasilien. 1879 ging er als Nuntiatursekretär nach München, wo er 1882 zum Auditor avancierte. In der gleichen Stellung wechselte Aiuti 1886 an die Apostolische Delegatur in Indien. Am 31. März 1887 wurde er zum Titularerzbischof von Achrida und zum Apostolischen Delegaten von Indien ernannt. Die Bischofsweihe spendete ihm der Erzbischof von Bombay, George Porter SJ, am 1. Mai 1887; Mitkonsekratoren waren Pietro Caprotti, Bischof von Hyderabad, und Bernhard Beiderlinden, Bischof von Poona. 1891 bis 1893 wirkte Aiuti als Sekretär der Kongregation für die Verbreitung des Glaubens und am 7. Juni 1893 wurde er zum Apostolischen Nuntius in Bayern berufen. Wenige Tage später ernannte der Papst ihn zum Titularerzbischof von Tamiathis. 1896 ging Andrea Aiuti als Nuntius nach Portugal. 1898 erhielt er die Würde eines  Päpstlichen Thronassistenten. Im Jahre 1903 wurde er von Papst Leo XIII. als Kardinalpriester mit der Titelkirche San Girolamo dei Croati (degli Schiavoni) in das Kardinalskollegium aufgenommen. Aiuti nahm am Konklave des Jahres 1903 teil, in dem Papst Pius X. gewählt wurde.
Paul Maria Baumgarten berichtet über Andrea Aiuti, dass er sehr sprachbegabt gewesen sei. Italienisch, französisch, englisch, spanisch, portugiesisch, deutsch und hindi habe er „mit der selben Feinheit und Leichtigkeit“ beherrscht.
Nach seinem Tod setzte man ihn auf dem römischen Friedhof Campo Verano bei. In Rom ist die Via Cardinale Andrea Aiuti nach ihm benannt.